# Bruno Fernández de los Ronderos
Bruno Fernández de los Ronderos (Salamanca, 1822 - ¿?) va ser un arquitecte espanyol. Les seves obres més conegudes són el Teatro Eslava, al carrer madrileny d'Arenal (situat vora de la Puerta del Sol), construït entre 1870 i 1871, i el col·legi Marqués de Vallejo, a Valdemoro, edifici dedicat a proporcionar habitatge als nens orfes de la Guàrdia Civil, fou construït en el període 1880 i 1885.

## Biografia
Nascut a Salamanca l'any 1822, obté el títol d'arquitecte en l'Acadèmia de San Fernando el 13 de desembre de 1846 amb un projecte de Museu de Ciències i Història Natural. Va presentar estudis i dissenys com el de la Presó Model de Madrid situada a la plaça de Moncloa. De la mateixa forma se li encarrega la segregació edificatòria de l'Hospital General d'Atocha i el Col·legi de Cirurgia de San Carlos.